# Coppa Svizzera 2001-2002
La Coppa Svizzera 2001-2002 è stata la 77ª edizione della manifestazione calcistica, iniziata il 12 agosto 2001 e terminata il 12 maggio 2002. Il Basilea ha conquistato il trofeo per la sesta volta nella sua storia.

## Partite

### Fase finale

#### Sedicesimi di finale
| Squadra 1         | Risultato       | Squadra 2       |
| ----------------- | --------------- | --------------- |
| YF Juventus       | 1 - 2           | Lucerna         |
| Wangen bei Olten  | 0 - 3           | Servette        |
| Wohlen            | 1 - 3           | Sciaffusa       |
| Schötz            | 0 - 3           | Zurigo          |
| Wittenbach        | 1 - 4           | Grasshoppers    |
| Concordia Basilea | 0 - 5           | Basilea         |
| Dürrenast         | 1- 4            | Delémont        |
| Bellinzona        | 3 - 0           | Baden           |
| Wil               | 3 - 2           | San Gallo       |
| Kriens            | 0 - 2           | Lugano          |
| Bienne            | 0 - 2           | Thun            |
| Vevey             | 0 - 1           | Young Boys      |
| Servette          | 0 - 3           | Losanna         |
| Colombier         | 0 - 0 6-4 (cdr) | Neuchâtel Xamax |
| Yverdon           | 0 - 0 5-3 (cdr) | Sion            |
| Ascona            | 0 - 2           | Aarau           |

#### Ottavi di finale
| Squadra 1        | Risultato | Squadra 2    |
| ---------------- | --------- | ------------ |
| Wangen bei Olten | 3-2       | Delémont     |
| Thun             | 2 - 4     | Losanna      |
| Wil              | 3 - 2     | Lugano       |
| Bellinzona       | 1 - 2     | Young Boys   |
| Lucerna          | 1 - 0     | Aarau        |
| Sciaffusa        | 0 - 3     | Zurigo       |
| Baden            | 0 - 2     | Lucerna      |
| Yverdon          | 0 - 1     | Grasshoppers |

#### Quarti di finale
| Squadra 1        | Risultato       | Squadra 2    |
| ---------------- | --------------- | ------------ |
| Wil              | 1-1 10-11 (cdr) | Losanna      |
| Wangen bei Olten | 2 - 6           | Young Boys   |
| Lucerna          | 0 - 0 3-4 (cdr) | Grasshoppers |
| Zurigo           | 1 - 4           | Basilea      |

#### Semifinali
| Squadra 1 | Risultato       | Squadra 2    |
| --------- | --------------- | ------------ |
| Losanna   | 1 - 4           | Grasshoppers |
| Basilea   | 0 - 0 5-4 (cdr) | Young Boys   |

#### Finale
| Arbitro: | Philippe Leuba |

|                   |           |                                     |
| Mladen Petric 38’ | Marcatori | 5’ Hervé Tum 113’ (cdr) Murat Yakin |

| Grasshoppers | Basilea |

|                 |  |                    |           |     |
|                 |  |                    |           |     |
| P               |  | Fabrice Borer      |           |     |
| D               |  | Marc Hodel         |           |     |
| D               |  | Boris Smiljanic    | 42’, 113’ |     |
| D               |  | Roland Schwegler   | 28’       | 32’ |
| D               |  | Bruno Berner       |           | 56’ |
| C               |  | Mihai Tararache    |           |     |
| C               |  | Ricardo Cabanas    | 82’       |     |
| C               |  | Andres Gerber      |           |     |
| C               |  | Richard Núñez      |           |     |
| A               |  | Eduardo            |           |     |
| A               |  | Mladen Petric      | 90’       | 95’ |
| A disposizione: |  |                    |           |     |
| D               |  | Pascal Castillo    | 78’       | 32’ |
| D               |  | Christoph Spycher  |           | 56’ |
| A               |  | Stéphane Chapuisat |           | 95’ |
| Allenatore:     |  |                    |           |     |
| Marcel Koller   |  |                    |           |     |

|                 |  |                    |      |     |
|                 |  |                    |      |     |
| P               |  | Pascal Zuberbühler |      |     |
| D               |  | Alexandre Quennoz  |      |     |
| D               |  | Murat Yakin        |      | 46’ |
| D               |  | Marco Zwyssig      |      |     |
| D               |  | Thimothée Atouba   |      |     |
| C               |  | Mario Cantaluppi   |      |     |
| C               |  | Ivan Ergic         |      |     |
| C               |  | Scott Chipperfield |      |     |
| A               |  | Hakan Yakin        | 43’  | 46’ |
| A               |  | Hervé Tum          |      | 72’ |
| A               |  | Christian Giménez  |      |     |
| A disposizione: |  |                    |      |     |
| A               |  | Carlos Varela      | 114’ | 46’ |
| C               |  | Sébastien Barberis |      | 46’ |
| Allenatore:     |  |                    |      |     |
| Christian Gross |  |                    |      |     |